# シャン・ド・マルスの虐殺

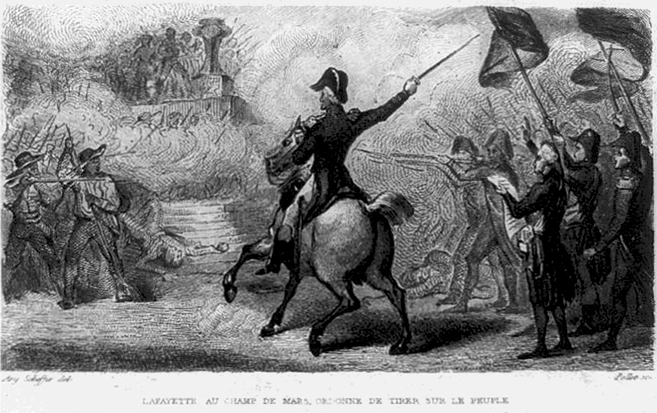
同日、コルドリエ・クラブで国民衛兵隊に発砲を命じるラファイエット

シャン・ド・マルスの虐殺 (仏: Fusillade du Champ-de-Mars) は、1791年7月17日にパリの練兵場に平和的示威行動のために集った5万人の大群衆に対して、解散を命じた国民衛兵隊が発砲した事件。それまでフランス革命を指導する立場だった司令官ラファイエットの人気凋落を決定づけた。またパリ市長バイイの処刑理由ともなった。

## 概要
ヴァレンヌ事件におけるルイ16世一家の逃亡という事態は、立憲王政を窮地に陥れた。バルナーヴは国王は誘拐の被害者であったという虚構をつくって取り繕ったが、国王を裁くべきではないかという批判はなかなか消えず、共和政樹立の要求は高まるばかりだった。この革命運動は7月14日の二回目の連盟祭にむけて次第に熱を帯びていった。
7月15日、ジャコバン・クラブでルイ16世廃位の請願運動が決定され、これに怒った君主主義者たち多数派がジャコバン派から脱退して、翌日、フイヤン派として分離した。からっぽの協会では議員資格のある者は5〜6人しかいなかったが、請願文が採択され、シャン・ド・マルス練兵場に送られて主権者たる大衆に署名してもらう算段となった。内容は直接的に共和政を求めたわけではないが、（王に代わる）新しい行政権力と（現在の議員に代わる）新しい憲法制定議会の招集を求めるというものであった。これはオルレアン派の新しい王への交代という意味にも解釈できたので、コルドリエ・クラブはこの曖昧さを非難した。しかし、地区民衆はこぞって集まり、サン＝タントワーヌ門から練兵場まで行進して平和的な示威行動をすると決まった。

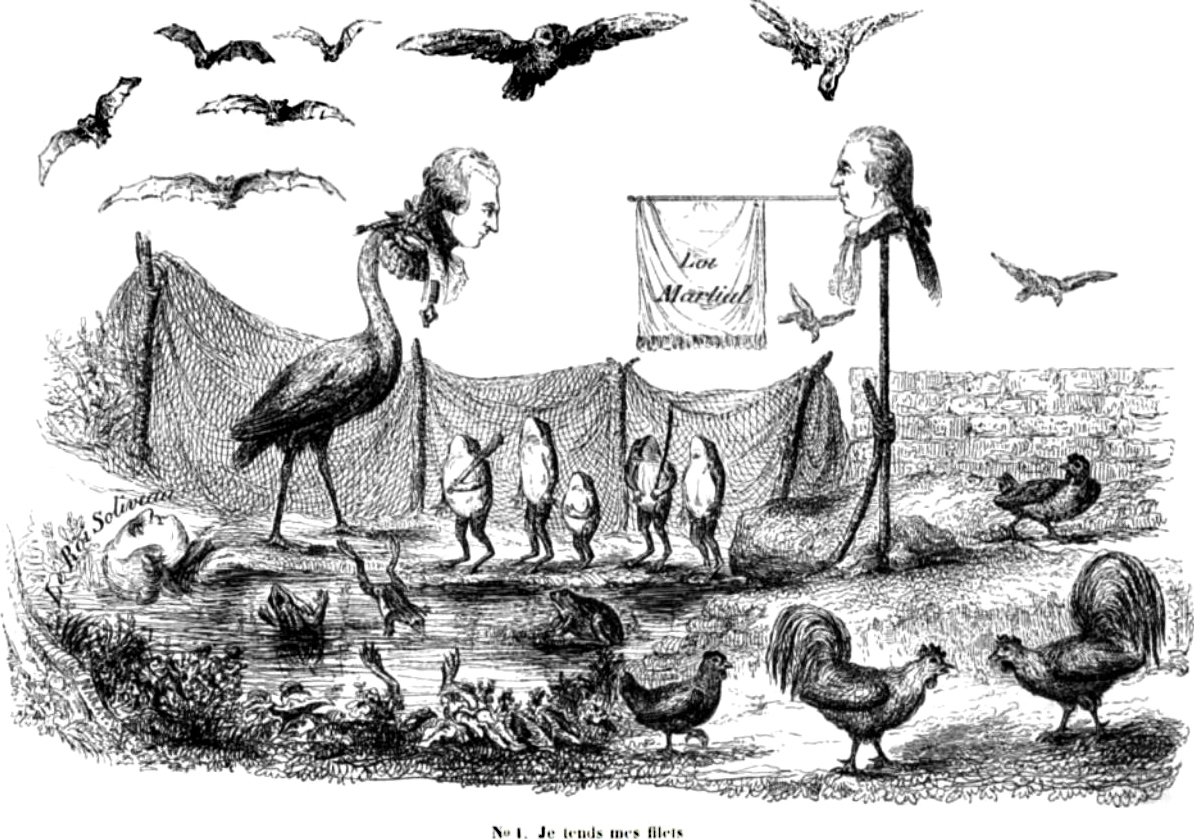
「優柔不断な王にカエルが訊ねる」と題する風刺画。戒厳令を発したバイイは生首となっている

7月17日、パリは朝から異様な緊張状態であった。「祖国の祭壇」の下に二人の男性が隠れていたのが見つかり、民衆の手でグロ・カイユーの委員会に逮捕連行して取り調べたが、供述内容に納得せず、王党派として近くの街燈にぶらさげられ縛り首になった。その後、彼らの首を槍先に刺してパリ市中を引き回す提案が出されたが、却下された。これはただの偶発的な出来事であったが、これを口実に立憲議会は戒厳令を布告した。市長バイイと国民衛兵隊司令官ラファイエットは事前に、計画の報告を受けており、対策を準備していた。国民衛兵1万名が動員され、請願運動を中止させ群衆を解散させるべく強硬手段をとったのである。
軍隊がシャン・ド・マルスにたどり着く前に、祭壇では大多数が、主たる目的を理解せず、6千名以上がすでに署名を済ませていた。この請願書は明確な議会への不信任であったから、何としても引き破らなければならなかったが、午後に、軍隊が太鼓を鳴らし、人垣やバリケードを突破して練兵場内に入ると、意外にも示威行動は平和裏に行われていて拍子抜けする。しかし炎暑で殺気だった武装兵士の乱入に、3年ほど前から軍隊の威嚇に慣れていた民衆が隊列へ投石を始め、これに対してバイイが威嚇射撃を空に向けて命じたところ、民衆側からラファイエットに向けて一発の銃弾が発射され、これが引き金となって銃撃が始まった。5万人のひしめく練兵場では何が起こったかわからずパニックが起こった。人々は押し合いへし合いして逃げ出した。何度銃撃があったか、水平射撃だったか威嚇のみだったかは、記録によって異なるが、いずれにしても民衆への軍隊の発砲は衝撃的な事件であった。
この事件で出た死者の数には諸説あり、数は数十人から二千人以上までと言われている。革命指導者だったジャン＝ポール・マラーは死者を400人と主張し、歴史家のピエール・ガクソットはマラーの主張を誇張と否定した上で、軍隊側が死者2人、負傷者7人。コルドリエ・クラブ側が死者約50人、負傷者50人を遥に上回る数と述べている。
たまたまその場に居合わせた、デモ参加者たちには賛同していなかった二コラ＝ギタール・ドゥ・フロリバンという人物は「銃撃は少なくとも三分間は続いた」「自分自身が助かろうとして、人々は女性や子どもを押し倒し踏みつけていった」死傷者の多くは見物人であり「好天と祭日と好奇心からその場に繰り出した、あらゆる身分の人々」と述べた。
バイイは翌日「死んだのは十二人のデモ参加者と二人の兵士だけであった」と報告したが、それを聞いたギタールは「彼の言っていることは正しくない！　ひどすぎる！　死者が大勢出たことは誰でも知っている」と憤り、練兵場の外の病院を訪れていた近隣住民は「そこら中、死者と死にかけている者だらけだった」のを見たと言う。
ロラン夫人やその夫と共に行動していたフランソワ・ロベールは「約五十人の人々が殺され、はるかに多い人々が負傷した」と主張。その後、恐怖政治下において行われたバイイの裁判で用いられたのはこの数字だった。ティモシー･タケットは著書『王の逃亡』で「おそらくそれは、歴史家にとって最も正確な推定人数であると言えよう」と書いている。
後世の様々な史家によれば、200名程度の逮捕者も一ヶ月以内に釈放された。よって現代のフランスでは「虐殺」という表現はあまり用いられず「発砲（Fusillade）」と表現される。しかし、当時は噂に尾ひれがついて3,000名以上の死傷者がでたという誇張した話になり、虐殺事件として喧伝され、多くの人がそれを信じた。
なお、このとき戒厳令を意味する赤旗が初めて用いられたが、この事件がきっかけで後に階級闘争のシンボルとなった。